# Nina Niovilla
Antonina Elżbieta Petrykiewicz (Leópolis, 1874 - París, 1966), más conocida como Nina Niovilla, fue una directora de cine, guionista, actriz, traductora y profesora polaca. Fue la primera directora de cine polaca y la única directora de la época del cine mudo en Polonia.

## Trayectoria
Nació en 1874 en Leópolis, con el nombre de Antonina Elżbieta Petrykiewicz. Durante la Primera Guerra Mundial se ganaba la vida como cantante y actriz en Varsovia y Berlín. En 1906 tuvo una hija, Ludwika Janina.
Niovilla fue la primera mujer polaca en dirigir una película y, al mismo tiempo, la única directora de cine de la época del cine mudo en Polonia. Debutó en 1918 en Berlín, donde dirigió la película Die Heiratsannonce, bajo el seudónimo de Nina von Petry. Su primera película polaca fue Tamara, también conocida como Obrońcy Lwowa (1919), que dirigió tras regresar a Polonia. Al utilizar la batalla de Lemberg como telón de fondo de la trama, Tamara tenía un tema patriótico, que resultaba muy popular en el cine polaco de la época. Al igual que en todas las películas que siguieron, Niovilla escribió también el guion.
Su segunda película polaca fue el melodrama Czaty, una adaptación de una balada de Adam Mickiewicz, sobre un marido celoso, que se estrenó el 20 de noviembre de 1920. Los derechos para proyectar la película se vendieron en el extranjero. Por esta época, Niovilla también actuó en el cabaret Qui Pro Quo. Su siguiente película, Idziem do ciebie, Polsko, matko nasza (1921), la vio regresar a los temas patrióticos. La última película de Niovilla fue el melodrama Młodość zwycięża (1923), que también produjo. En 1926 la prensa informó que Niovilla iba a dirigir la película W szponach szakali, basada en un guion de Kazimierz Krzyżanowski. No se ha conservado ninguna de sus obras.
En 1926, Niovilla se convirtió en una de las primeras delegadas internacionales de ZAIKS en el 35.º Congreso de la ALAI.
A finales de la década de 1920 apareció en películas y obras de teatro dirigidas por Danny Kaden (Niebezpieczny pocałunek), Edward Puchalski (Ludzie dzisiejsi), así como Adam Augustynowicz y Ryszard Biske (9.25. Przygoda jednej nocy). También enseñó actuación. En 1919, abrió su propia escuela de actuación en Varsovia llamada Warszawska Szkoła Gry Sceniczno-Filmowej, y más tarde abrió sucursales en Poznań, Vilnius, Leópolis y Cracovia. Uno de los antiguos alumnos de la escuela fue el popular actor polaco Aleksander Żabczyński. En 1934, Nina Niovilla fue condenada a cinco años de prisión.
Además de trabajar en películas y enseñar, Niovilla también tradujo obras de teatro del inglés y del francés al polaco, que luego se representaron, entre otros, en el Teatro Polaco de Varsovia, el Teatro Nacional, el Teatr Nowy de Poznań y el Teatr Rozmaitości de Leópolis. También colaboró en revistas de cine como Sztuka i Film y Rewia Filmowa.
Dejó Polonia en 1946 para reunirse con su hija en París, lugar en el que murió 20 años después. Fue enterrada en el cementerio de Batignolles.

## Obras

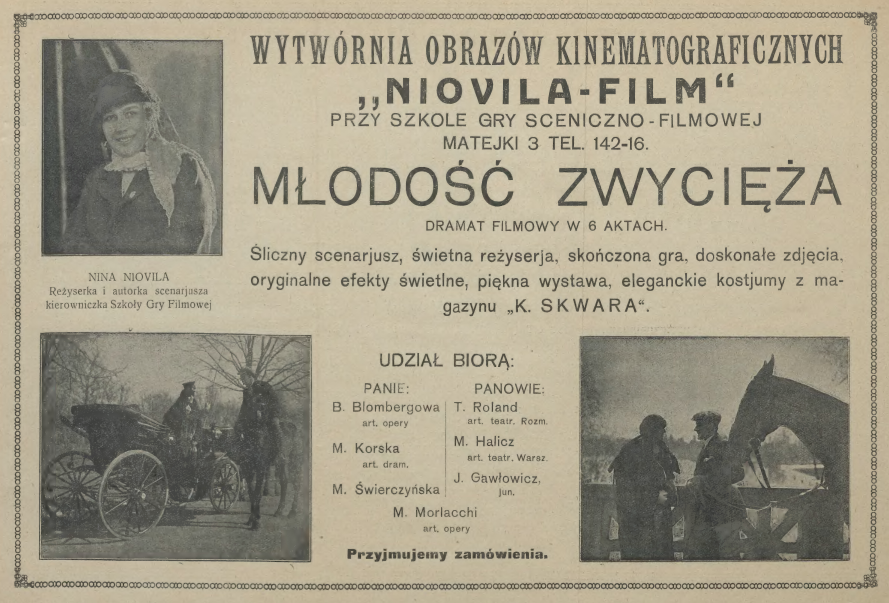
Anuncio de Młodość zwycięża

### Filmografía
- 1918: Die Heiratsannonce[2]
- 1919: Tamara (también: Obrońcy Lwowa)[4]
- 1920: Czaty[1]
- 1921: Idziem do ciebie, Polonia, matko nasza[1]
- 1921: Desde hace muchos años[1]
- 1923: Młodość zwycięża[1]
- 1929: 9:25. Przygoda jednej nocy (actuación), dirigida por Adam Augustynowicz y Ryszard Biske[2]

### Traducciones

#### Obras de teatro
- Matka i córka (puesta en escena: 1908); Gastón Armand de Caillavet, Robert de Flers[13]
- Familia (1916, 1935); Eugenio Holtai[13]
- Mandaryn Wu (1926, 1927); Harold Owen, Harry Maurice Vernon[13]
- Pociąg widmo (1926, 1928, 1956); Arnold Ridley[13]
- Nieuchwytny (1928, 1933); Edgar Wallace[13]
- Koniec pani Cheyney (1929); Federico Lonsdale[13]
- Niebieski lis (1930); Ferenc Herczeg[13]
- Burza w domu panien (1941); Alex Breidhal[13]

#### Novelas
- 1939: Yang i Yin, Alice Tisdale Hobart; Varsovia: Towarzystwo Wydawnicze „Rój”[15]